# Municipio de New Buffalo
El municipio de New Buffalo (en inglés, New Buffalo Township) es un municipio del condado de Berrien, Míchigan, Estados Unidos. Tiene una población estimada, a mediados de 2023, de 2494 habitantes.

## Geografía
Está ubicado en las coordenadas 41°47′9″N 86°43′10″O / 41.78583, -86.71944. Según la Oficina del Censo, tiene una superficie total de 52.5 km², de los cuales 51.9 km² corresponden a tierra firme y 0.6 km² están cubiertos de agua.

## Demografía
Según el censo de 2020, en ese momento había 2455 personas residiendo en la zona. La densidad de población era de 47.3 hab./km². El 88.43% de los habitantes eran blancos, el 2.28% eran afroamericanos, el 0.12% eran amerindios, el 0.57% eran asiáticos, el 0.04% era isleño del Pacífico, el 2.36% eran de otras razas y el 6.19% eran de una mezcla de razas. Del total de la población, el 5.25% eran hispanos o latinos de cualquier raza.